# Liste der Kulturdenkmale im Landkreis Hildburghausen

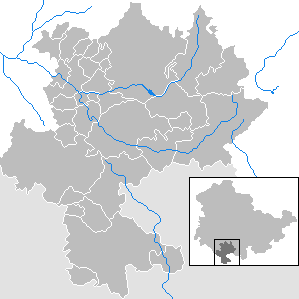
Aufteilung des Landkreises in einzelne Gemeinden

Wappen des Landkreises

Die Liste der Kulturdenkmale im Landkreis Hildburghausen listet die Kulturdenkmale im südthüringischen Landkreis Hildburghausen, aufgelistet nach einzelnen Gemeinden. Die Angaben in den einzelnen Listen ersetzen nicht die rechtsverbindliche Auskunft der zuständigen Denkmalschutzbehörde.

## Aufteilung
Wegen der großen Anzahl von Kulturdenkmalen im Landkreis Hildburghausen ist diese Liste in Teillisten nach den Städten und Gemeinden aufgeteilt.
| Stadt/Gemeinde    | Karte | Kulturdenkmale                      | Bild eines Denkmals                      |
| ----------------- | ----- | ----------------------------------- | ---------------------------------------- |
| Ahlstädt          |       | keine Kulturdenkmale vorhanden      |                                          |
| Auengrund         |       | Kulturdenkmale in Auengrund         | St.-Veit-Kirche in Crock                 |
| Beinerstadt       |       | Kulturdenkmale in Beinerstadt       | Gustav-Adolf-Kirche                      |
| Bischofrod        |       | Kulturdenkmale in Bischofrod        | Rittergut Keulrod                        |
| Brünn             |       | Kulturdenkmale in Brünn             | Kirche                                   |
| Dingsleben        |       | Kulturdenkmale in Dingsleben        | Kirche St. Nicolaus und St. Margarethe   |
| Ehrenberg         |       | Kulturdenkmale in Ehrenberg         | Ruine der Wallfahrtskirche St. Ottilien  |
| Eichenberg        |       | Kulturdenkmale in Eichenberg        | Kirche                                   |
| Eisfeld           |       | Kulturdenkmale in Eisfeld           | Pfarrhaus                                |
| Grimmelshausen    |       | Kulturdenkmale in Grimmelshausen    | Alte Schule                              |
| Grub              |       | Kulturdenkmale in Grub              | Kirche                                   |
| Heldburg          |       | Kulturdenkmale in Heldburg          | Veste in Heldburg                        |
| Henfstädt         |       | Kulturdenkmale in Henfstädt         | Burg                                     |
| Hildburghausen    |       | Kulturdenkmale in Hildburghausen    | Rathaus                                  |
| Kloster Veßra     |       | Kulturdenkmale in Kloster Veßra     | Klosterkirche                            |
| Lengfeld          |       | Kulturdenkmale in Lengfeld          | Kirche                                   |
| Marisfeld         |       | Kulturdenkmale in Marisfeld         | Schloss                                  |
| Masserberg        |       | Kulturdenkmale in Masserberg        | St.-Oswald-Kirche in Schnett             |
| Oberstadt         |       | Kulturdenkmale in Oberstadt         | Schloss                                  |
| Reurieth          |       | Kulturdenkmale in Reurieth          | Kloster in Trostadt                      |
| Römhild           |       | Kulturdenkmale in Römhild           | Schloss Glücksburg                       |
| Schlechtsart      |       | Kulturdenkmale in Schlechtsart      | Kirche                                   |
| Schleusegrund     |       | Kulturdenkmale in Schleusegrund     | Jagdschloss Ernstthal                    |
| Schleusingen      |       | Kulturdenkmale in Schleusingen      | Schloss Bertholdsburg                    |
| Schmeheim         |       | Kulturdenkmale in Schmeheim         | Kirche                                   |
| Schweickershausen |       | Kulturdenkmale in Schweickershausen | Schloss                                  |
| St. Bernhard      |       | Kulturdenkmale in St. Bernhard      | St.-Martin-Kirche                        |
| Straufhain        |       | Kulturdenkmale in Straufhain        | Zweiländermuseum Rodachtal in Streufdorf |
| Themar            |       | Kulturdenkmale in Themar            | Hexenturm der Stadtbefestigung           |
| Ummerstadt        |       | Kulturdenkmale in Ummerstadt        | Rathaus                                  |
| Veilsdorf         |       | Kulturdenkmale in Veilsdorf         | Werrabrücke Schackendorf                 |
| Westhausen        |       | Kulturdenkmale in Westhausen        | Hermann-Lietz-Schule in Haubinda         |